# Dance of the Dead (Masters of Horror)
"Dance of the Dead" és el tercer episodi de la primera temporada de Masters of Horror dirigit per Tobe Hooper. Es va emetre originalment a Amèrica del Nord l'11 de novembre de 2005. Richard Christian Matheson va adaptar l'episodi d'un conte homònim de 1954 del seu pare, Richard Matheson. El líder de Smashing Pumpkins Billy Corgan va compondre la banda sonora d’aquest episodi.

## Argument
El 2008, els terroristes van desenvolupar una arma biològica anomenada "Blizz". Van utilitzar aquesta arma en els patrons meteorològics locals als Estats Units. Quan cau del cel, cremarà a l'instant qualsevol ésser viu que toqui. A la seva festa del setè aniversari, la jove Peggy va veure com els seus amics eren assassinats per Blizz, mentre ella, la seva germana i la seva mare es refugiaven dins de la casa, negant-se a permetre que ningú més es refugiés amb ells.
Deu anys després, Amèrica ha estat devastada pels efectes de la Tercera Guerra Mundial. El nombre de morts continua augmentant en aquest futur fosc i desolador i alguns estats simplement ja no existeixen. La Peggy ara té gairebé disset anys, ignorant el món fora del sopar de la seva mare. Ha perdut tant el seu pare com la seva germana, Anna, i ara depèn de la seva mare, Kate. El negoci és lent, però la Kate li diu a la Peggy que estan bé econòmicament, ja que el pare de la Peggy els va deixar una mica de diners abans de morir a la guerra. Un dia, la Peggy coneix el motorista i drogodependent Jak i els seus dos "amics", els addictes Boxx i Celia. Tots tres estan en uns tractes ombrívols amb una discoteca anomenada The Doom Room, situada a la ciutat bruta de Muskeet.
La Kate adverteix a la Peggy que "tot el que fa la gent de Muskeet és un maleït truc", i encara que té por de desobeir a la seva mare, la Peggy s'escapa amb Jak enmig de la nit a la Doom Room amb Boxx i Celia. Muskeet, segons sembla, està completament devastat i és la llar dels estrallers, motoristes i adolescents sociòpates. The Doom Room és un bar de heavy metal dirigit per un MC. Mentre la Peggy i la Celia veuen actuar la banda Decree, Boxx i Jak van darrere de l'escenari per fer un tracte comercial amb el MC. Li proporcionen paquets de sang. El MC promet que els pagarà si el seu producte és prou bo per a la propera "actuació". Si no, els ho farà menjar.
En aquest moment, Peggy és testimoni de quina és l'actuació. El MC ha recollit els cossos d'adolescents amb sobredosi, anomenats LUP (fenomen de morts vius, o "loopies") injectant-los una droga que fa que el cor bategui el doble de ràpid que el normal, provocant convulsions. Aquesta droga es va descobrir per primera vegada als camps de batalla de la guerra, perquè els soldats morts poguessin aixecar-se i continuar lluitant. Aleshores se'ls bomba sang i els obliga a ballar, i els que no poden moure's són impactats amb punyals elèctrics. La Peggy mira horroritzada com el MC treu la seva pròpia germana, Anna.
Quan l'Anna cau de l'escenari, la Peggy i el Jak se l'emporten lluny de la Doom Room, pò és seguida pel MC i un dels seus pinxos. La Peggy i el Jak es troben amb la Kate, que els ha rastrejat fins a Muskeet. El MC fa una mica de llum sobre com va arribar a ser "propietari" d'Anna. Quan encara era viva, l'Anna era com la resta d'adolescents de Muskeet, i la Kate estava farta d'haver-la d'arrossegar fora de la Doom Room cada cap de setmana. Llavors l'Anna va prendre una sobredosi de drogues, així que Kate va decidir vendre-la al MC, tot i que encara era viva.
Kate és colpejada amb una pistola diverses vegades pel MC i intenta explicar a Peggy que va vendre l'Anna perquè sempre estava en problemes, i no tenien res, els diners que suposadament els havia deixat el pare de Peggy són mentides, han estat vivint dels diners que el MC li va pagar per l'Anna. Enfurismada pel que va fer la seva mare, Peggy la canvia per Anna i enterra la seva germana, a qui considera la seva última família. Al final, la Peggy es converteix en una altra adolescent mosqueta, ara romànticament relacionada amb Jak, i observa com el cadàver de Kate és colpejat amb varetes elèctriques i obligada a ballar a la DoomRoom.

## Repartiment
- Jonathan Tucker (Jak)
- Jessica Lowndes (Peggy)
- Ryan McDonald (Boxx)
- Marilyn Norry (Kate)
- Lucie Guest (Celia)
- Robert Englund (The M.C)
- Margot Berner (Marie)
- Sharon Heath (Gerri)
- Don MacKay (Steven)
- Karen Austin (Quinn)
- Erica Carroll (Mia)

## Recepció crítica
Dread Central va escriure: "Aquest és Hooper en el seu millor moment. Gratuïtat, nihilista i desconcertat. Desvinculat de qualsevol poder que l'ha frenat durant tants anys."